# 샬럿 이글스
샬럿 이글스 SC(Charlotte Eagles Soccer Club)는 미국 노스캐롤라이나주 샬럿을 연고지로 하는 프로 축구팀이다. 2011년부터 2014년까지 유나이티드 사커 리그 소속으로 참가했으며 2015년부터 현재까지 USL 프리미어 디벨로프먼트 리그에 참가하고 있다.

## 역대 홈경기장
| 경기장                                          | 사용기간      | 장소                    | 팀명           | 비고        |
| ----------------------------------------------- | ------------- | ----------------------- | -------------- | ----------- |
| 패턴 스타디움                                   | 1998년~1999년 | 노스캐롤라이나주 샬럿   | 샬럿 이글스 SC | 빈칸        |
| 어윈 벨크 트랙 앤 필드 센터/트랜스아메리카 필드 | 2000년~2002년 | 노스캐롤라이나주 샬럿   | 샬럿 이글스 SC | 빈칸        |
| 워델 스타디움                                   | 2003년~2007년 | 노스캐롤라이나주 샬럿   | 샬럿 이글스 SC | 빈칸        |
| 팬서스 스타디움                                 | 2003년        | 노스캐롤라이나주 샬럿   | 샬럿 이글스 SC | 빈칸        |
| 리스타트 필드                                   | 2008년~2012년 | 노스캐롤라이나주 샬럿   | 샬럿 이글스 SC | 빈칸        |
| 이글 필드                                       | 2011년~2012년 | 사우스캐롤라이나주 록힐 | 샬럿 이글스 SC | 제2홈경기장 |
| 맨체스터 미도우즈                               | 2012년        | 사우스캐롤라이나주 록힐 | 샬럿 이글스 SC | 빈칸        |
| 딕슨 필드                                       | 2013년~2015   | 노스캐롤라이나주 샬럿   | 샬럿 이글스 SC | 빈칸        |

## 같이 보기
- 샬럿 인디펜던스